# Держава (книга Франца Оппенгеймера)
Держава (нім. Der Staat) — книга німецького соціолога Франца Оппенгеймера вперше опублікована у Німеччині у 1908 році. Оппенгеймер написав книгу у Франкфурті-на-Майні протягом 1907 року, як фрагмент чотиритомної "Системи соціології" (нім. "System der Soziologie"), яка замислювалася як інтерпретаційна основа для розуміння соціальної еволюції, над якою він працював з 1890-х до кінця життя. У роботі узагальнено загальну теорію Оппенгеймера щодо походження, розвитку та майбутньої трансформації держави. «Держава», в якій було втілено місіонерську старанність Оппенгеймера, широко читалася і пристрасно обговорювалася на початку 20 ст. Праця була добре прийнята і вплинула на таку різноманітну аудиторію, як ізраїльські халуцими, американські та слов'янські комунітари, канцлер Західної Німеччини Людвіг Ерхард та анархо-капіталісти, такі як Мюррей Ротбард.
Симпатизуючи класичиним лібералам та соціалістам, Оппенгеймер розглядав капіталізм як «систему експлуатації та дохід на капітал як виграш від цієї експлуатації», але вину покладав не на вільний ринок, а на втручання держави. Погляд Оппенгеймера на державу глибоко протистоїть домінуючій тоді характеристиці, яку просував Гегель про державу як захоплююче досягнення сучасної цивілізації. Прихильники цієї точки зору схильні сприймати ідею суспільного договору про виникнення держави внаслідок того, що усе більші групи людей погоджуються підпорядковувати свої приватні інтереси заради досягнення суспільного блага.
На противагу цьому, погляд Оппенгеймера був просуванням «теорії завоювання» держави, що склалася наприкінці 19 століття Людвігом Гумпловичем. Згідно з теорією завоювань, держава виникла шляхом війни та завоювань, наслідком яких стало становлення соціальних класів; домінуючі завойовники і підлеглі перемогли. Це, у свою чергу, призвело до виникнення політичної системи для закріплення влади завойовників, увічнення та регулювання класових поділів. Погляди Оппенгеймера змусили американського есеїста Альберта Джея Нока, пишучи в першій половині 20 століття, зауваживши, що у власній книзі « Наш ворог, держава» :

## Історія публікацій
«Держава» вперше була опублікована в Німеччині в 1908 році. Англійське видання 1922 року не включає зміни Оппенгеймера, внесені до німецького видання 1929 року. У своєму вступі до видання 1922 року Оппенгеймер посилається на авторитетні видання твору англійською, французькою, угорською та сербською мовами, зазначаючи крім того поширення піратських видань японською, івриті, російською та їдиші.
- Oppenheimer, Franz (1972). The State; Its History and Development Viewed Sociologically. New York: Arno Press. ISBN 0-405-00433-8.  Oppenheimer, Franz (1972). The State; Its History and Development Viewed Sociologically. New York: Arno Press. ISBN 0-405-00433-8.  Oppenheimer, Franz (1972). The State; Its History and Development Viewed Sociologically. New York: Arno Press. ISBN 0-405-00433-8.
- Oppenheimer, Franz (1975). The State. New York: Free Life Editions. ISBN 0-914156-04-7.  Oppenheimer, Franz (1975). The State. New York: Free Life Editions. ISBN 0-914156-04-7.  Oppenheimer, Franz (1975). The State. New York: Free Life Editions. ISBN 0-914156-04-7.
- Oppenheimer, Franz (1997). The State. Fox & Wilkes. ISBN 0-930073-23-1. Oppenheimer, Franz (1997). The State. Fox & Wilkes. ISBN 0-930073-23-1. Oppenheimer, Franz (1997). The State. Fox & Wilkes. ISBN 0-930073-23-1. Oppenheimer, Franz (1997). The State. Fox & Wilkes. ISBN 0-930073-23-1.  Oppenheimer, Franz (1997). The State. Fox & Wilkes. ISBN 0-930073-23-1.  Oppenheimer, Franz (1997). The State. Fox & Wilkes. ISBN 0-930073-23-1. (м'яка обкладинка)
- Oppenheimer, Franz (1997). The State. Fox & Wilkes. ISBN 0-930073-22-3. Oppenheimer, Franz (1997). The State. Fox & Wilkes. ISBN 0-930073-22-3. Oppenheimer, Franz (1997). The State. Fox & Wilkes. ISBN 0-930073-22-3. Oppenheimer, Franz (1997). The State. Fox & Wilkes. ISBN 0-930073-22-3.  Oppenheimer, Franz (1997). The State. Fox & Wilkes. ISBN 0-930073-22-3.  Oppenheimer, Franz (1997). The State. Fox & Wilkes. ISBN 0-930073-22-3. (тверда обкладинка)
- Oppenheimer, Franz (1999). The State: Its History and Development Viewed Sociologically. New Brunswick: Transaction Publishers. ISBN 1-56000-965-9.  Oppenheimer, Franz (1999). The State: Its History and Development Viewed Sociologically. New Brunswick: Transaction Publishers. ISBN 1-56000-965-9.  Oppenheimer, Franz (1999). The State: Its History and Development Viewed Sociologically. New Brunswick: Transaction Publishers. ISBN 1-56000-965-9.
- Oppenheimer, Franz (2007). The State. Montréal: Black Rose Books. ISBN 1-55164-300-6.  Oppenheimer, Franz (2007). The State. Montréal: Black Rose Books. ISBN 1-55164-300-6.  Oppenheimer, Franz (2007). The State. Montréal: Black Rose Books. ISBN 1-55164-300-6.
- Оппенгеймер Ф. Государство: переосмысление / Социум, Челябинск. - 2019 - 256 с. ISBN 978-5-244-01220-0 (рос.)